# Dolichopeza epiphragmoides
Dolichopeza epiphragmoides är en tvåvingeart som beskrevs av Edwards 1933. Dolichopeza epiphragmoides ingår i släktet Dolichopeza och familjen storharkrankar. Inga underarter finns listade i Catalogue of Life.